# NGC 2375
NGC 2375 في الفهرس العام الجديد، هي مجرة، تقع في كوكبة التوأمان. اكتشفت في 20 فبراير 1849 بواسطة ويليام بارسونز.

## روابط خارجية
- NGC 2375 على موقع ويكي سكاي: DSS2, SDSS, GALEX, IRAS, Hydrogen α, X-Ray, Astrophoto, Sky Map, Articles and images